# 靛房镇
靛房镇，是中华人民共和国湖南省湘西土家族苗族自治州龙山县下辖的一个乡镇级行政单位。

## 行政区划
靛房镇下辖以下地区：
靛房社区、燎原村、先锋村、永明村、山峰村、百型村、中心村、万龙村、联合村、比寨村、联星村、苏竹村、石堤村、吾拉村、松林村和报格村。

## 中国传统村落
2013年8月，万龙村被评为第二批中国传统村落。